# John McIntire
John Herrick McIntire (* 27. Juni 1907 in Spokane, Washington; † 30. Januar 1991 in Pasadena, Kalifornien) war ein US-amerikanischer Schauspieler.

## Leben
John McIntire wuchs im Bundesstaat Montana unter Cowboys auf. Der Absolvent der University of Southern California begann seine Schauspiellaufbahn bei Radio und Theater. Er war unter anderem als Radiosprecher für The March of Time tätig. Sein Filmdebüt gab McIntire 1947 mit einer kleinen Nebenrolle in Der Windhund und die Lady an der Seite von Clark Gable. In den folgenden Jahrzehnten spielte er in rund 85 Filmen und fast 60 Fernsehserien, wobei er häufig in Nebenrollen Autoritätsfiguren wie Sheriffs, Polizisten oder Politiker verkörperte. Er war ein bevorzugter Darsteller in Kriminalfilmen und Western.
In John Hustons Film-noir-Klassiker Asphalt-Dschungel (1950) verkörperte McIntire den strengen Polizeichef; 1954 war er in Anthony Manns Western Über den Todespass als korrupter Gegenspieler von James Stewart zu sehen. Eine seiner bekanntesten Rollen spielte er als Dorfsheriff Al Chambers in Alfred Hitchcocks Klassiker Psycho (1960). Ab Ende der 1950er Jahre spielte er in mehreren sehr erfolgreichen amerikanischen Fernsehserien Hauptrollen, darunter die populäre Westernserie Wagon Train, in der er zwischen 1959 und 1965 in insgesamt 152 Folgen den Treckführer Christopher Hale verkörperte. McIntire war auch im höheren Alter noch schauspielerisch sehr aktiv und spielte seine letzte Filmrolle im Jahr 1989 in Scott & Huutsch an der Seite von Tom Hanks.
McIntire war von 1935 bis zu seinem Tod mit der Schauspielerin Jeanette Nolan verheiratet. Im fortgeschrittenen Alter liehen McIntire und Nolan ihre Stimmen für Zeichentrickfilme wie Bernard und Bianca und Cap und Capper. McIntire und Nolan hatten zwei Kinder, Sohn Tim McIntire (1944–1986) war ebenfalls Schauspieler. John McIntire starb 1991 83-jährig an Lungenkrebs. Sein Grab befindet sich auf dem Tobacco Valley Cemetery in 
Eureka, Montana.

## Filmografie (Auswahl)

### Kino
- 1947: Der Windhund und die Lady (The Hucksters)
- 1948: Rivalen am reißenden Strom (River Lady)
- 1948: Die schwarze Maske (Black Bart)
- 1948: Kennwort 777 (Call Northside 777)
- 1948: Straße ohne Namen (The Street with No Name)
- 1948: An Act of Murder
- 1948: Command Decision
- 1949: Die rote Schlucht (Red Canyon)
- 1949: Kokain (Johnny Stool Pigeon)
- 1949: Seemannslos (Down to the Sea of Ships)
- 1949: Sumpf des Verbrechens (Scene of the Crime)
- 1949: Diebstahl in Irland (Top o’ the Morning)
- 1950: Francis, ein Esel – Herr General (Francis)
- 1950: Die Letzten von Fort Gamble (Ambush)
- 1950: Mein Glück in deine Hände (No Sad Songs for Me)
- 1950: Drohende Schatten (Shadow on the Wall)
- 1950: Asphalt-Dschungel (The Asphalt Jungle)
- 1950: Winchester ’73
- 1950: Ohne Gesetz (Saddle Tramp)
- 1950: Glücksspiel des Lebens (Walk Softly, Stranger)
- 1951: Karawane der Frauen (Westward the Woman)
- 1951: Die Mündung vor Augen (Under the Gun)
- 1952: Sturmfahrt nach Alaska (The World in His Arms)
- 1952: Fluch der Verlorenen (Horizons West)
- 1952: Gefährliches Blut (The Lawless Breed)
- 1953: Die Welt gehört ihm (The Mississippi Gambler)
- 1953: Verschwörung auf Fort Clark (War Arrow)
- 1953: Gefährtin seines Lebens (The President’s Lady)
- 1954: Die Nacht der Rache (Four Guns to the Border)
- 1954: Über den Todespaß (The Far Country)
- 1954: Massai (Apache)
- 1955: Eine Stadt geht durch die Hölle (The Phenix City Story)
- 1955: Einer gegen alle (Stranger on Horseback)
- 1955: Der Mann aus Kentucky (The Kentuckian)
- 1955: Der scharlachrote Rock (The Scarlet Coat)
- 1955: Mit roher Gewalt (The Spoilers)
- 1956: Das Geheimnis der fünf Gräber (Backlash)
- 1957: Stern des Gesetzes (The Tin Star)
- 1958: Drauf und Dran (The Gunfight of Dodge City)
- 1958: Das Herz des Indianers (The Light in the Forest)
- 1959: Duell in Dodge City (The Gunfight at Dodge City)
- 1960: Wer war die Dame? (Who Was That Lady?)
- 1960: Psycho
- 1960: Elmer Gantry
- 1960: Sieben Wege ins Verderben (Seven Ways from Sundown)
- 1960: Flammender Stern (Flaming Star)
- 1961: Zwei ritten zusammen (Two Rode Together)
- 1961: Sommer und Rauch (Summer and Smoke)
- 1967: Als Jim Dolan kam (Rough Night in Jericho)
- 1974: Herbie groß in Fahrt (Herbie Rides Again)
- 1975: Mit Dynamit und frommen Sprüchen (Rooster Cogburn)
- 1977: Bernard und Bianca – Die Mäusepolizei (The Rescuers) (Stimme)
- 1981: Cap und Capper (The Fox and the Hound) (Stimme)
- 1982: Honkytonk Man
- 1984: Ein tödliches Spiel (Cloak & Dagger)
- 1989: Scott & Huutsch (Turner & Hooch)

### Fernsehen
- 1958–1959: Gnadenlose Stadt (Naked City, 25 Folgen)
- 1958, 1960: Alfred Hitchcock Presents (zwei Folgen)
- 1959, 1961: Am Fuß der blauen Berge (Laramie) (zwei Folgen)
- 1959–1965: Wagon Train (122 Folgen)
- 1960: Peter Gunn (Folge 2x18)
- 1960: Twilight Zone (Folge 1x31)
- 1960: Die Unbestechlichen (The Untouchables, Folge 2x06)
- 1961: The Americans (fünf Folgen)
- 1961, 1966: Bonanza (zwei Folgen)
- 1965: Daniel Boone (zwei Folgen)
- 1965–1971: FBI (The F.B.I., drei Folgen)
- 1966: Auf der Flucht (The Fugitive, Folge 3x24)
- 1966–1971: Walt Disneys bunte Welt (Walt Disney's Wonderful World of Color, acht Folgen)
- 1967–1970: Die Leute von der Shiloh Ranch (The Virginian, 36 Folgen)
- 1971: Ohne Furcht und Sattel (Bearcats!, eine Folge)
- 1973: Linda (Fernsehfilm)
- 1977: Aspen (Miniserie, drei Folgen)
- 1978: Lassie – Ein neuer Anfang (Lassie … The New Beginning, Fernsehfilm)
- 1978, 1985: Love Boat (zwei Folgen)
- 1979: Drei Engel für Charlie (Charlie’s Angels, Folge 3x13)
- 1979: Fantasy Island (Folge 2x16)
- 1979: Dallas (Folge 2x22)
- 1979: Violation – Die Ohnmacht des Opfers (Violation) (Fernsehfilm)
- 1979–1980: Shirley (acht Folgen)
- 1980: Der unglaubliche Hulk (The Incredible Hulk, Folge 3x19)
- 1981: Goliath – Sensation nach 40 Jahren (Goliath Awaits, zwei Folgen)
- 1983: Quincy (Folge 8x17)
- 1983: Hotel (Folge 1x06)
- 1984: Kampf um Yellow Rose (The Yellow Rose, Folge 1x17)
- 1984: Trapper John, M.D. (Folge 6x03)
- 1985: Harrys wundersames Strafgericht (Night Court, Folge 2x13)
- 1986: Chefarzt Dr. Westphall (St. Elsewhere, Folge 4x13)
- 1989: Den Träumen keine Chance (Dream Breakers, Fernsehfilm)